# Vallée Stoffler
Pour les articles homonymes, voir Vallée.
Vallée Stoffler, dite Vallée, née le 18 avril 1965 dans le 10e arrondissement de Paris, est une autrice-compositrice-interprète et artiste pluridisciplinaire.

## Biographie

### Carrière
Adolescente, Vallée rencontre Mirabelle Dors et Maurice Rapin, artistes surréalistes ayant côtoyé Max Ernst, Magritte, Yvon Taillandier et Jean Rustin, tous membres du mouvement Figuration Critique,. Elle leur présente ses travaux de peinture et se voit confier l'organisation du vernissage d'une exposition au Grand Palais.
Toujours à Paris, après ses études supérieures en peinture, sculpture, arts plastiques et audiovisuel, elle débute professionnellement dans la publicité et l'évènementiel comme assistante, puis cheffe décoratrice.
Dans le domaine de la peinture, elle expose ses œuvres dans plusieurs galeries parisiennes, et reçoit à cet effet en 1994 la Médaille de la Ville de Paris des mains du Maire de l'époque, Jacques Chirac.
Côté musique, elle débute comme chanteuse de rue.
En 1994, son premier album Pop Songs la révèle au grand public, au travers du single éponyme (au singulier toutefois), et lui vaut l'année suivante d'être nommée lors de la 10e cérémonie des Victoires de la musique dans la catégorie Révélation féminine de l'année.
En 1995, elle pose sa voix sur Posi-Néga de Coba (accordéoniste de la chanteuse Björk).
En 1996, elle publie plusieurs titres sous le pseudo YoniNo, en collaboration avec le collectif Ran San Déa, composé de Julien Teyan, Phil Reptil et Alain Verderosa, ce dernier ayant ensuite réalisé tous ses albums de 2003 jusqu'à ce jour.
En 1999, sort son deuxième album Deux-rivières, dans la lignée artistique du premier, également réalisé par Antoine Essertier (également réalisateur en 2013 du premier 
album du chanteur Vianney).
En 2003, son troisième album Avec plaisir, prévu en collaboration avec le groupe Vertue, est finalement ajourné pour raisons de santé.
En 2004, elle crée le collectif électro Requiem de Lux et publie l'album éponyme.
En 2019, elle publie son quatrième album Premier cri.
En 2020, elle participe à l'organisation de l'Exposition universelle de 2020 à Dubaï en tant que décoratrice du Pavillon marocain.
En 2021, elle sort le single On a marché sous la lune
En 2022, elle rencontre Alexandre Basse, qui l'invite en featuring sur son projet 
Ghost on the second floor.
Artiste pluridisciplinaire, se définissant elle-même comme « polymorphe », elle continue à produire sa musique et ses clips en tant qu'artiste indépendante.
Son nouvel album Avec deux ailes prévu courant 2024, est précédé de plusieurs singles ainsi que d'un EP 5 titres.
Le 30 mars 2024, la municipalité de Fontenay-sous-Bois inaugure la fresque que Vallée a réalisée en l'honneur de Ginette Kolinka.

### Vie privée
En 2003, elle est atteinte d'un cancer du sein, suivi quelques années plus tard d'une récidive. Ces événements vont entraîner un changement d'esprit radical, et beaucoup influencer la suite de sa carrière artistique dans les différents domaines qu'elle pratique (musique, peinture, sculpture), dans le but d'ouvrir le dialogue sur la maladie. C'est dans cet esprit que l'année suivante, elle crée le collectif électro Requiem de Lux.
En 2011, elle participe à la Nuit Blanche d'Octobre Rose, en proposant le « Parcours émotionnel d'une guerrière moderne ».
En 2012, elle est signataire du « Manifeste des 343 cancéreuses ».
Vallée s'investit en parallèle dans différentes actions en faveur des femmes atteintes de cette maladie.
Depuis 2017, elle intervient en tant que comédienne à l'Institut de formation en soins infirmiers d'Île-de-France.
Elle intervient également, en tant que plasticienne cette fois, en milieu psychiatrique auprès des patients, mettant en pratique cette citation de Louise Bourgeois :
L'art est une garantie de santé mentale.

## Style musical
Initialement, le premier album Pop Songs annonce clairement la couleur et le style pop qu'elle 
adopte. A l'aube des années 2000, ce style va évoluer vers d'autres univers, électro, techno, rock, 
jungle.

## Discographie

### Albums

#### Participations
- 2022 : « Ghost on the second floor », groupe fondé à Hong Kong par Alexandre Basse

## Filmographie

### Vidéoclips
- 1993 : Pop song réalisé par Jeff Manzetti
- 1994 : Les étincelles réalisé par Jeff Manzetti
- 1999 : Je rêve que réalisé par Alain Rudaz
- 2005 : Calmes réalisé par Alain Rudaz
- 2019 : Lève les yeux
- 2021 : On a marché sous la lune réalisé par FloO Folk
- 2024 : Les mains en l’air réalisé par Alain Rudaz
- 2025 : Tant que les tanks

## Télévision
- 1995 (13 janvier) : Taratata (janvier), interprétation de Pop Song[8].

- 1995 (13 février) : Nomination dans la catégorie Révélation féminine de l'année aux 10e Victoires de la Musique